# Sokon Automobile
Sokon Group redenumirea în prezent în Seres Group este o companie chineză fondată în septembrie 1986, cu sediul în Chongqing, China. Născut ca producător de componente pentru electrocasnice și amortizoare, produce in prezent cars, motociclete și commercial vehicles precum și amortizoare șiprecum și amortizoare și internal combustion engines. În 2022, compania a redenumit Seres Group din Sokon Group.
Funcționează prin intermediul filialelor sale DFSK Motor, Seres, Compania de motociclete XGJAO și de amortizoare Yu'an.

## Istorie
Precursorul Grupului Sokon a fost Chongqing Baxian Fenghuang Electronic Factory (重庆巴县凤凰电器弹簧厂), a Companie fondată în septembrie 1986 de Zhang Xinghai și alți acționari, care se ocupă în principal de producția și vânzarea de componente cu licență japoneză pentru aparate electrocasnice și arcuri pentru automobile automotive
Pentru producția de automobile a fost semnat un acord cu Suzuki pentru furnizarea licențiată de chassis and motoare pt microvans și vehicule comerciale mici și la 27 iunie 2003, noul Dongfeng Yu'an Automobile 50:50 joint venture cu sediul central în Chongqing și fabrică de asamblare în Wuhan a fost fondat împreună cu Dongfeng Motor Corporation. Subsequently electric vehicles numită Chongqing Ruichi Automobile Company a fost creată.
În 2005, primul vehicul al joint-venture-ului a intrat în producție la uzina Dongfeng din Wuhan: microvanul Dongfeng Yu'an K-Series, care a fost exportat și în străinătate (inclusiv Europa).
În mai 2007, întregul grup industrial și-a schimbat numele în Chongqing Sokon Automobile Co., Ltd: marca Yu'an a fost păstrată doar pentru a identifica producția de amortizoare și componente, Dongfen. 

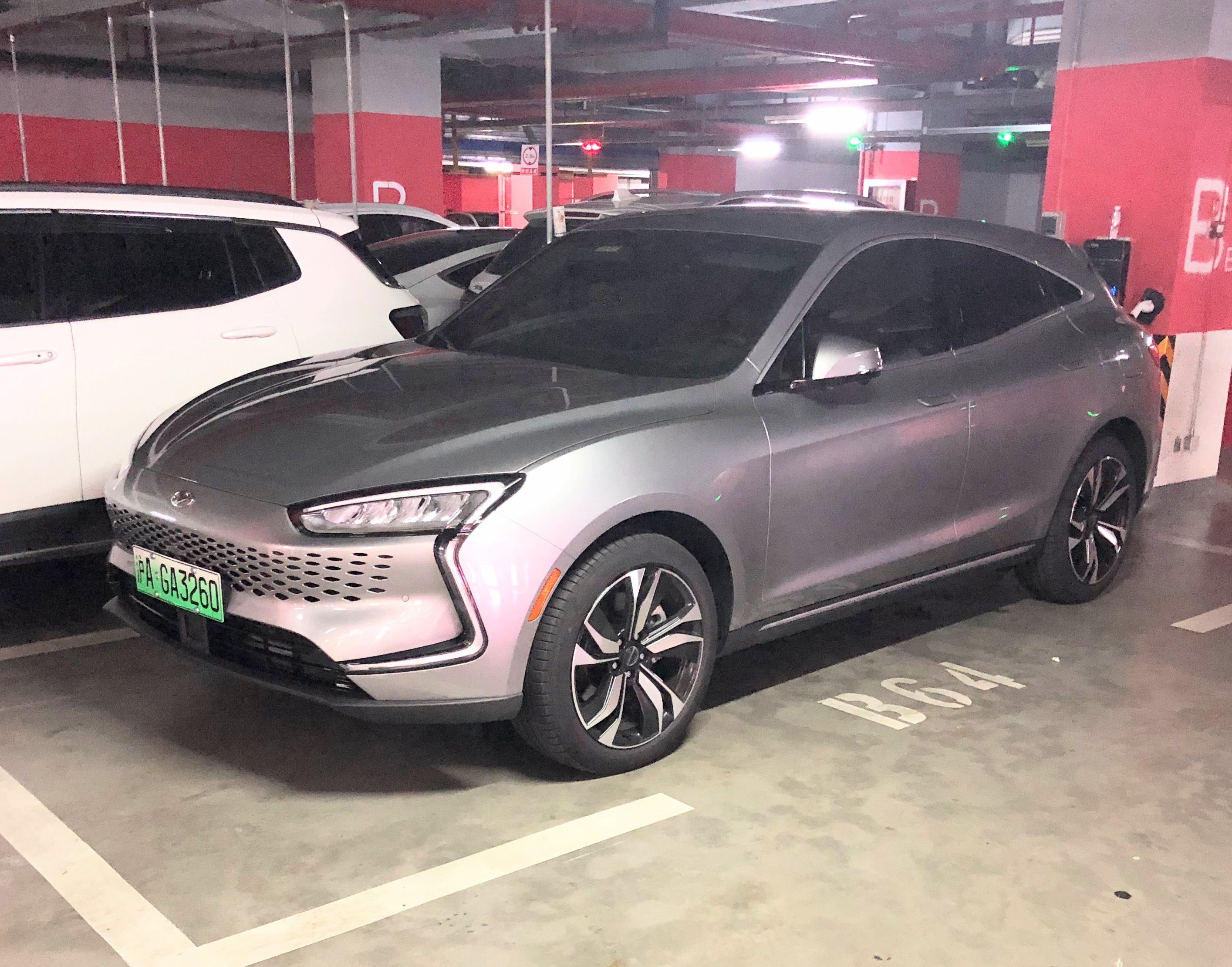
The Seres SF5 produced by Seres, a subsidiary of Seres Group

La 15 iunie 2016, grupul Sokon a fost listat pe lista Shanghai Stock Exchange. În același an, braziit SUV-type Chemat DFSK Glory 580, a intrat in productie. În plus, start-up-ul SF Motors Santa Clara, California, cu intenția de a produce vehicule electrice. SF Motors achizitionat AM General's și a deschis trei centre de dezvoltare și proiectare pentru vehicule electrice (unul în California, unul în Michigan and one in Chongqing).

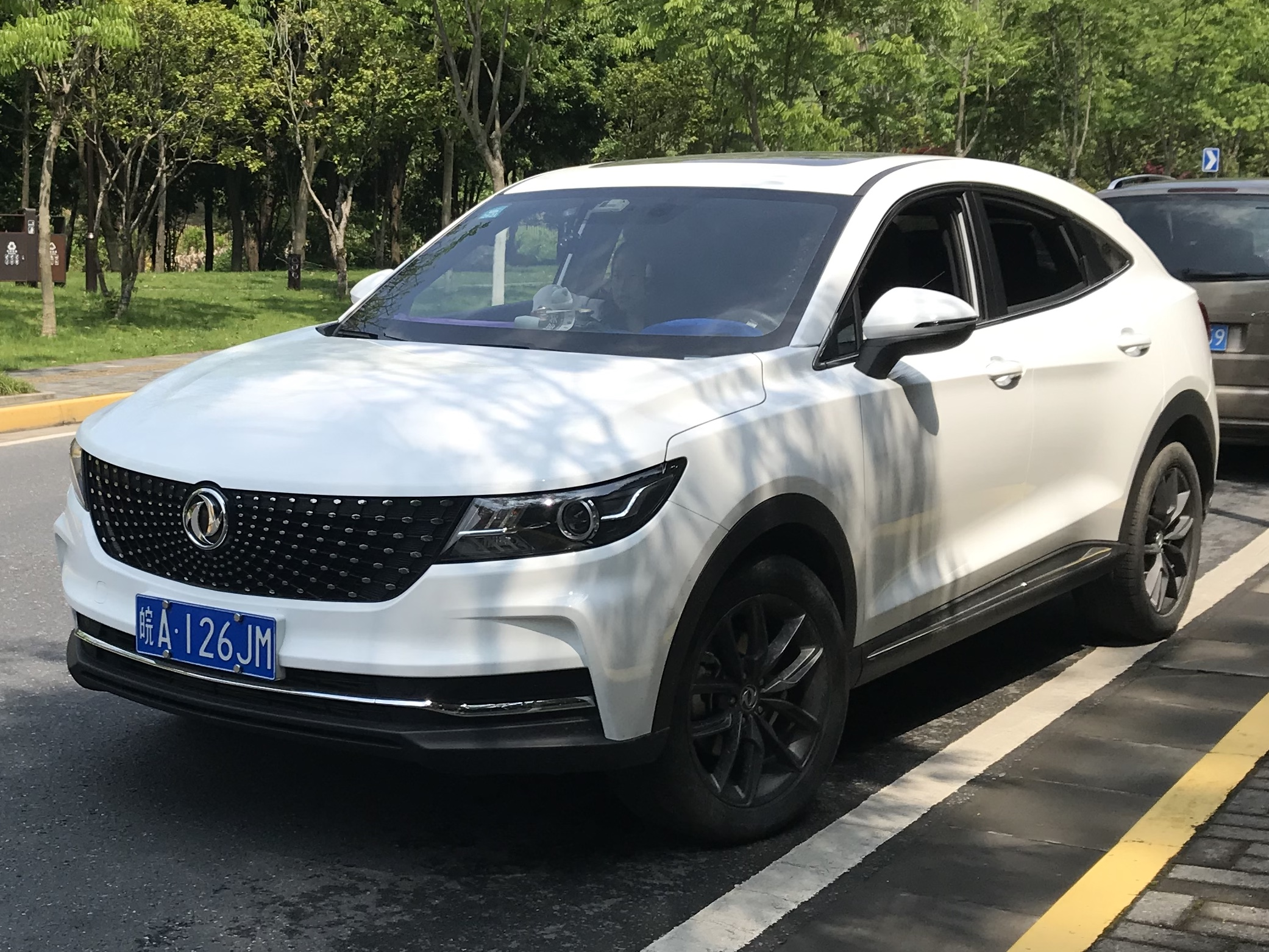
Fengon ix5, made by Sokon subsidiary DFSK Motor

În noiembrie 2018, grupul s-a restructurat, Sokon dobândind cota Dongfeng în asociere în comun pentru 621 milioane euros, devenind unicul proprietar al DFSK. În schimb, Dongfeng a achiziționat 26,1% din Sokon pentru 620 de milioane de euro, devenind acționarul majoritar al acesteia.
În ianuarie 2019 a fost semnat un acord cu Huawei pentru dezvoltarea de tehnologii informaționale și software pentru vehicule electrice.
Pentru a îmbunătăți producția de vehicule electrice în aprilie 2022, Sokon a semnat un acord cu producătorul de baterii CATL, care va rămâne în vigoare din 2022 până în 2026.
În iulie 2022, numele companiei a fost schimbat în Seres Group.

## Mărci și produse

### Seres
Seres este o marcă de vehicul electric comercializat de Seres Group. 

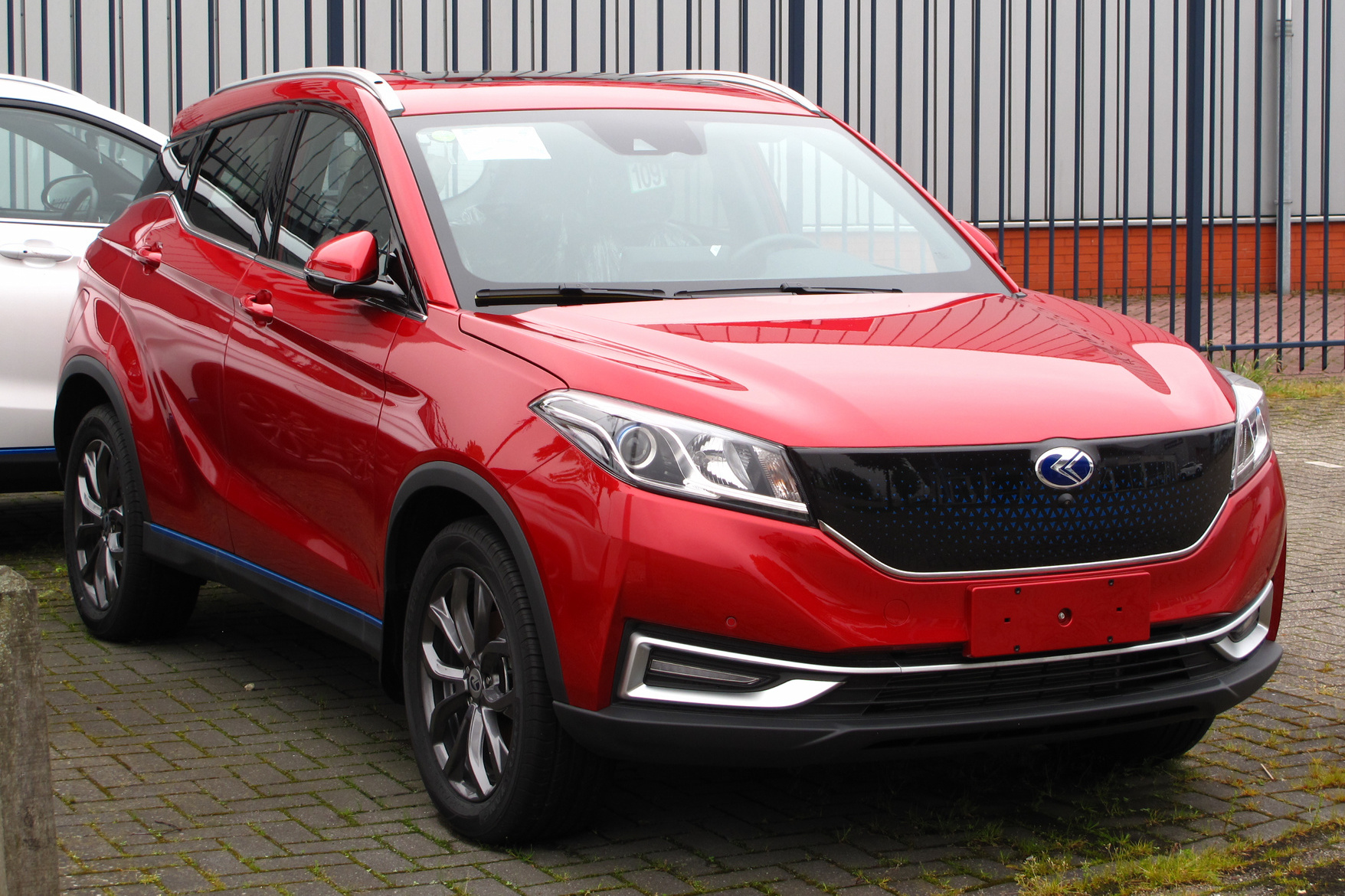
Seres 3
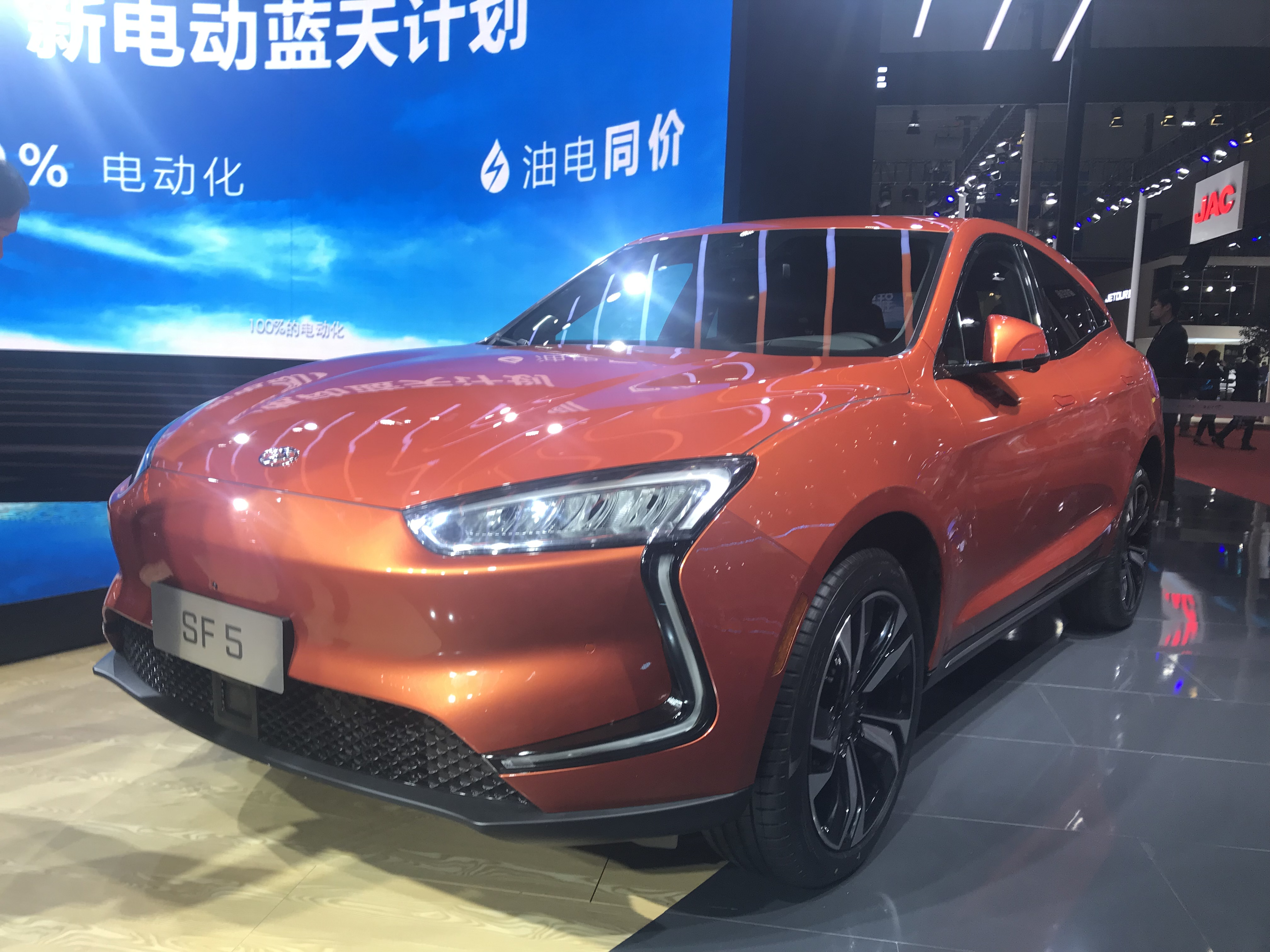
Seres SF5

### AITO (modele realizate de Seres)
AITO este un brand Seres Automobile colaborează cu Huawei pentru vehicul electric inteligent. Huawei este lider în proiectarea modelelor AITO, în timp ce Seres conduce producția. 

Marca AITO era deținută de Seres, dar a fost vândută către Huawei în iunie 2023.

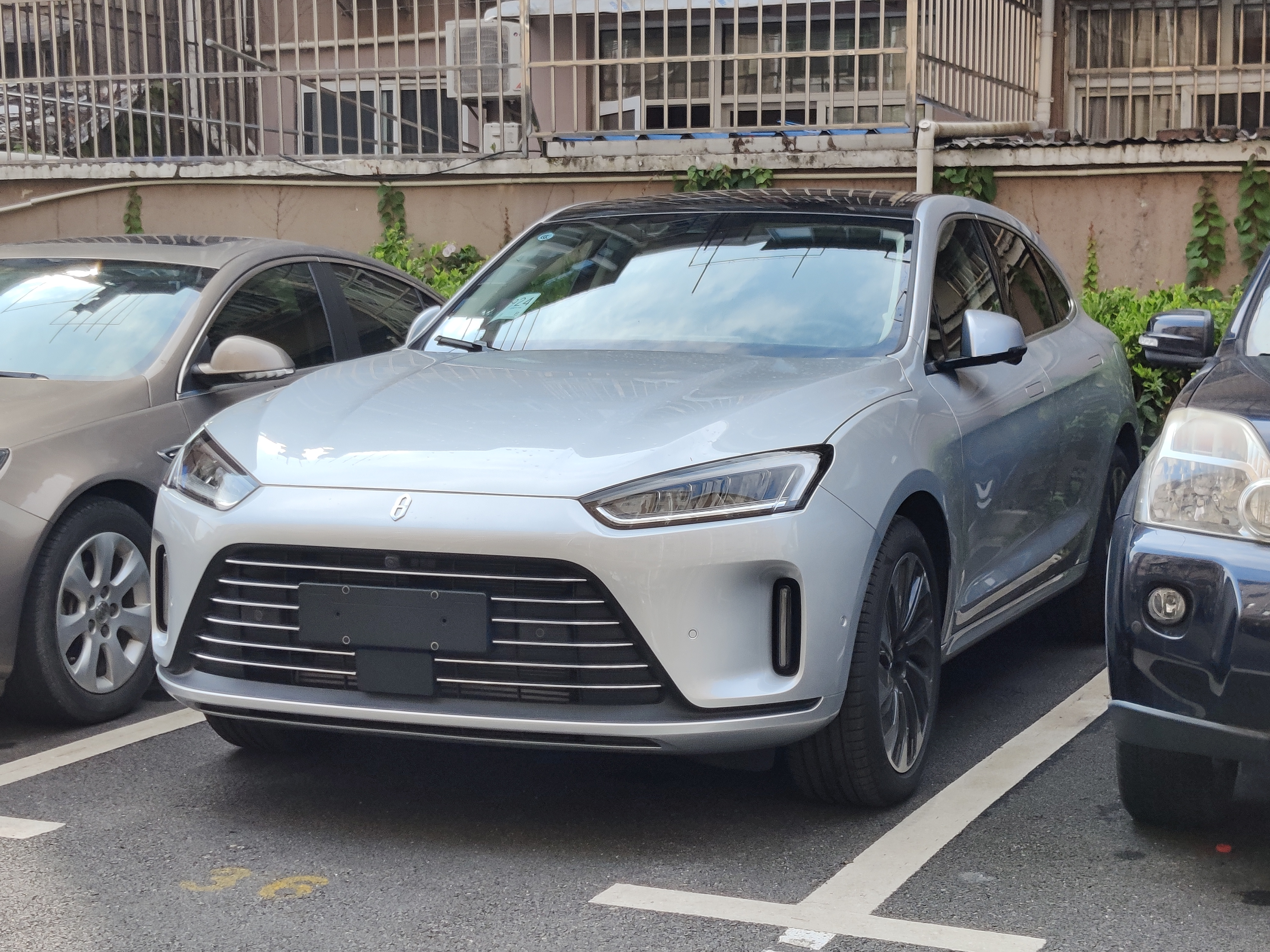
AITO M5
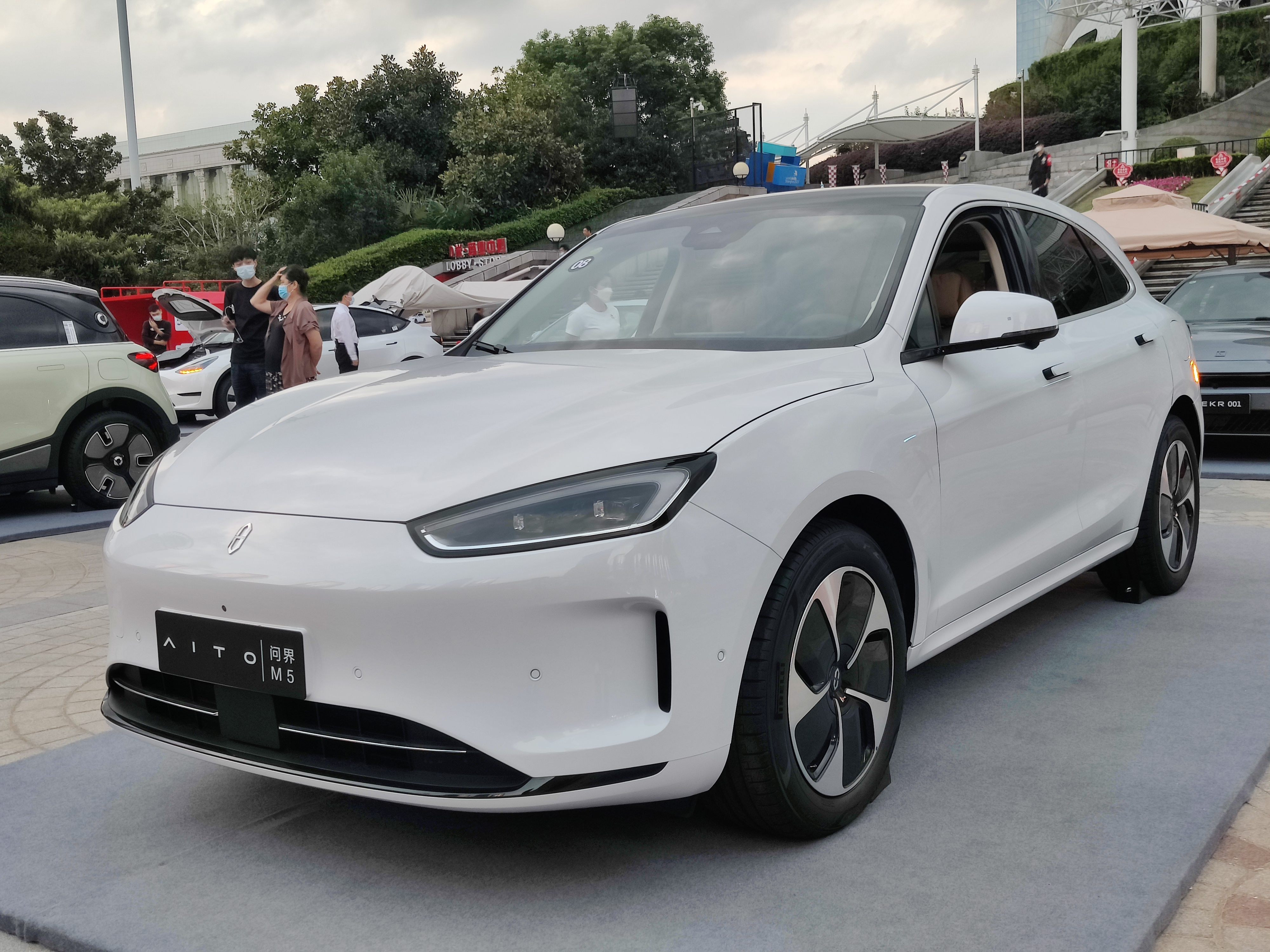
AITO M5 EV
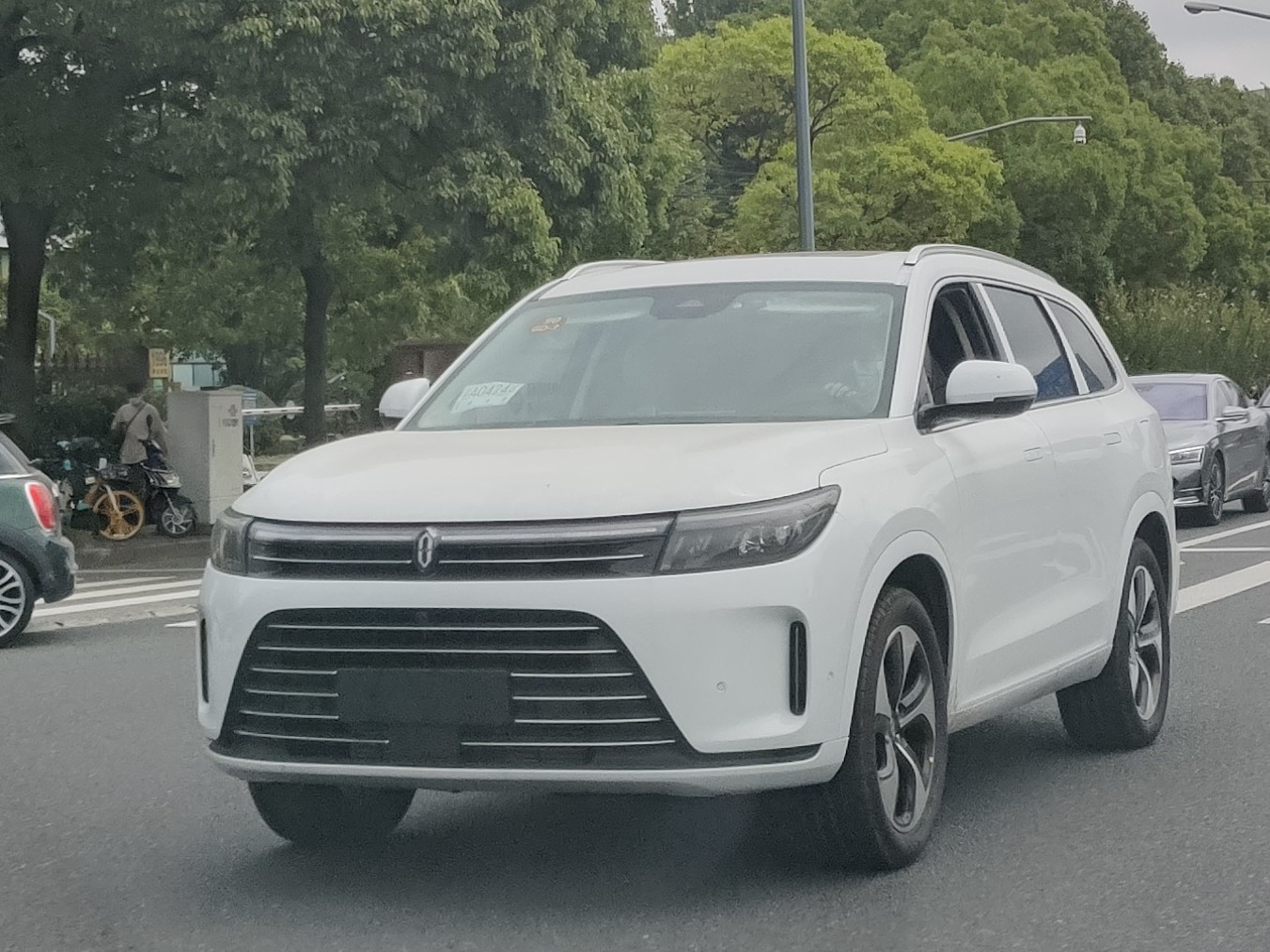
AITO M7

### Landian
Landian este marca Seres pentru vehicule electrice de buget, care a fost lansată în martie 2023. Cuvântul Landian înseamnă literalmente electricitate albastră (蓝电) în chineză. 
- Landian E5 (2022-prezent), SUV compact, rebadged PHEV varianta de Fengon 580[10]

### Fengon/Dongfeng Fengguang (东风风光)
Fengon/Dongfeng Fengguang (sau DFSK Glory pentru piețele externe) este sub-marca Seres care produce vehicule de pasageri. Înființată în 2008, marca Fengon vizează monovolumele și SUV-urile compacte la prețuri accesibile. Pe vremuri era o marcă în joint-venture cu Dengfeng Group dar a fost achiziționat integral de Grupul Seres în 2022.

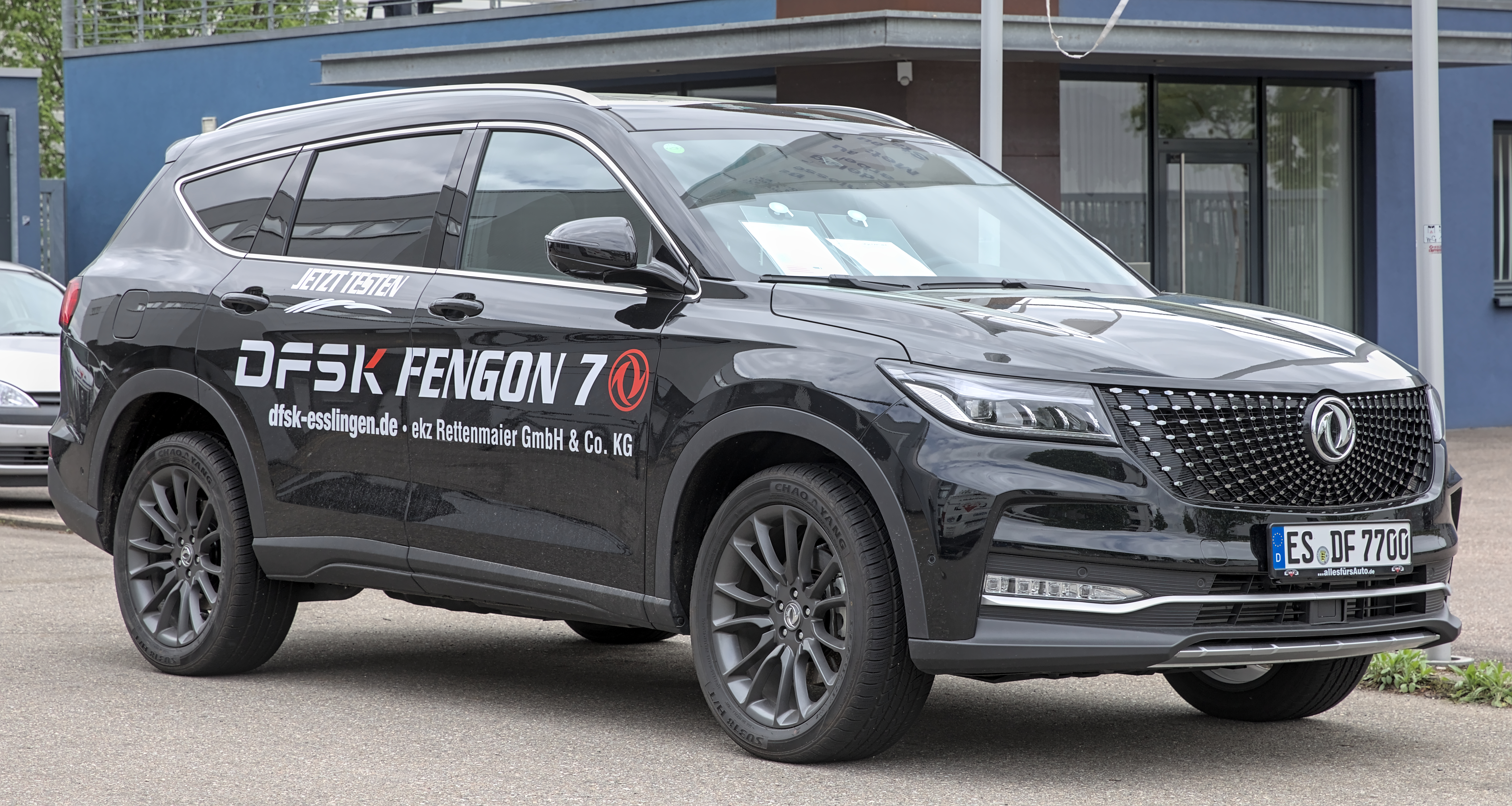
Fengon ix7
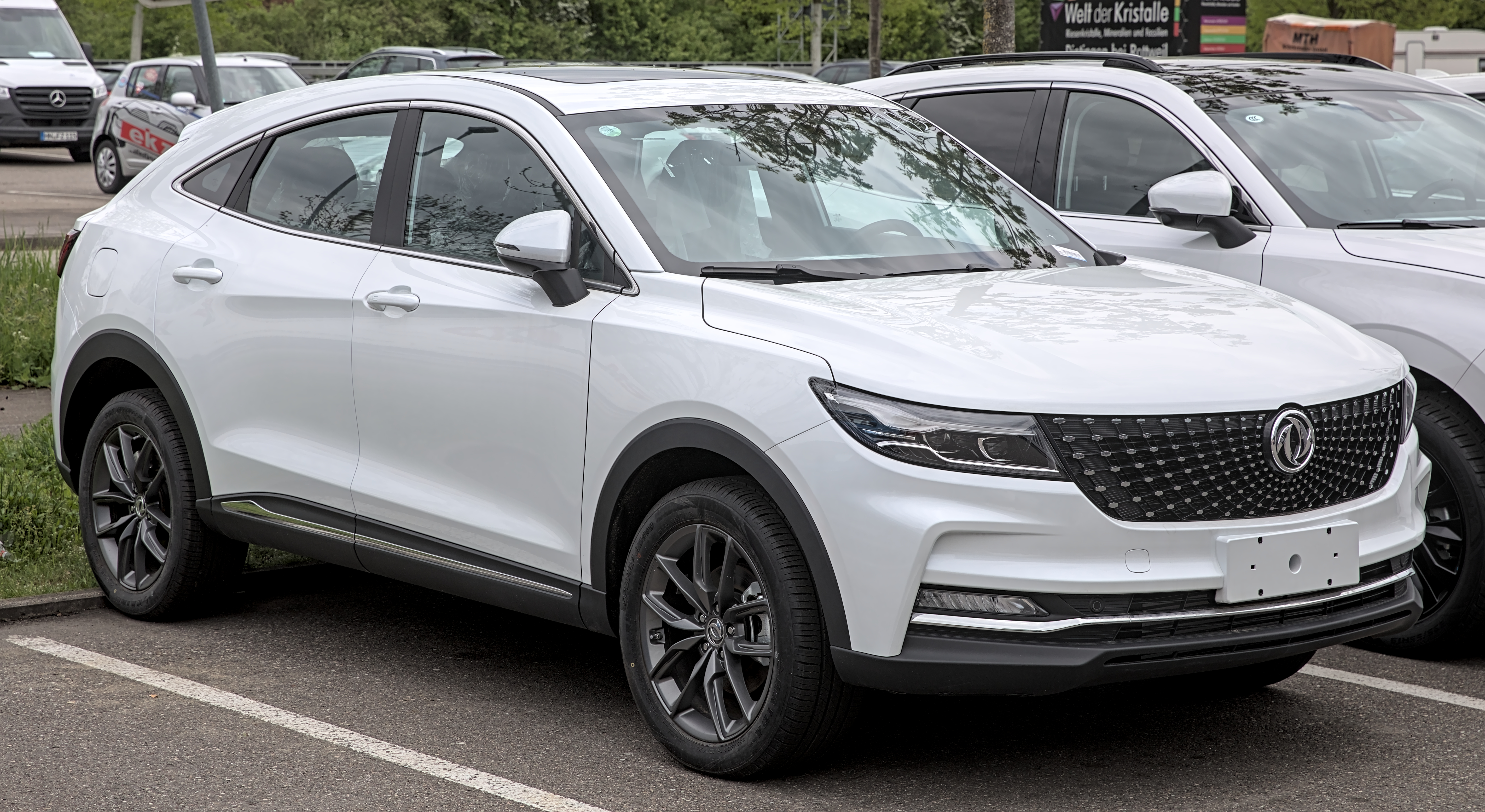
Fengon ix5
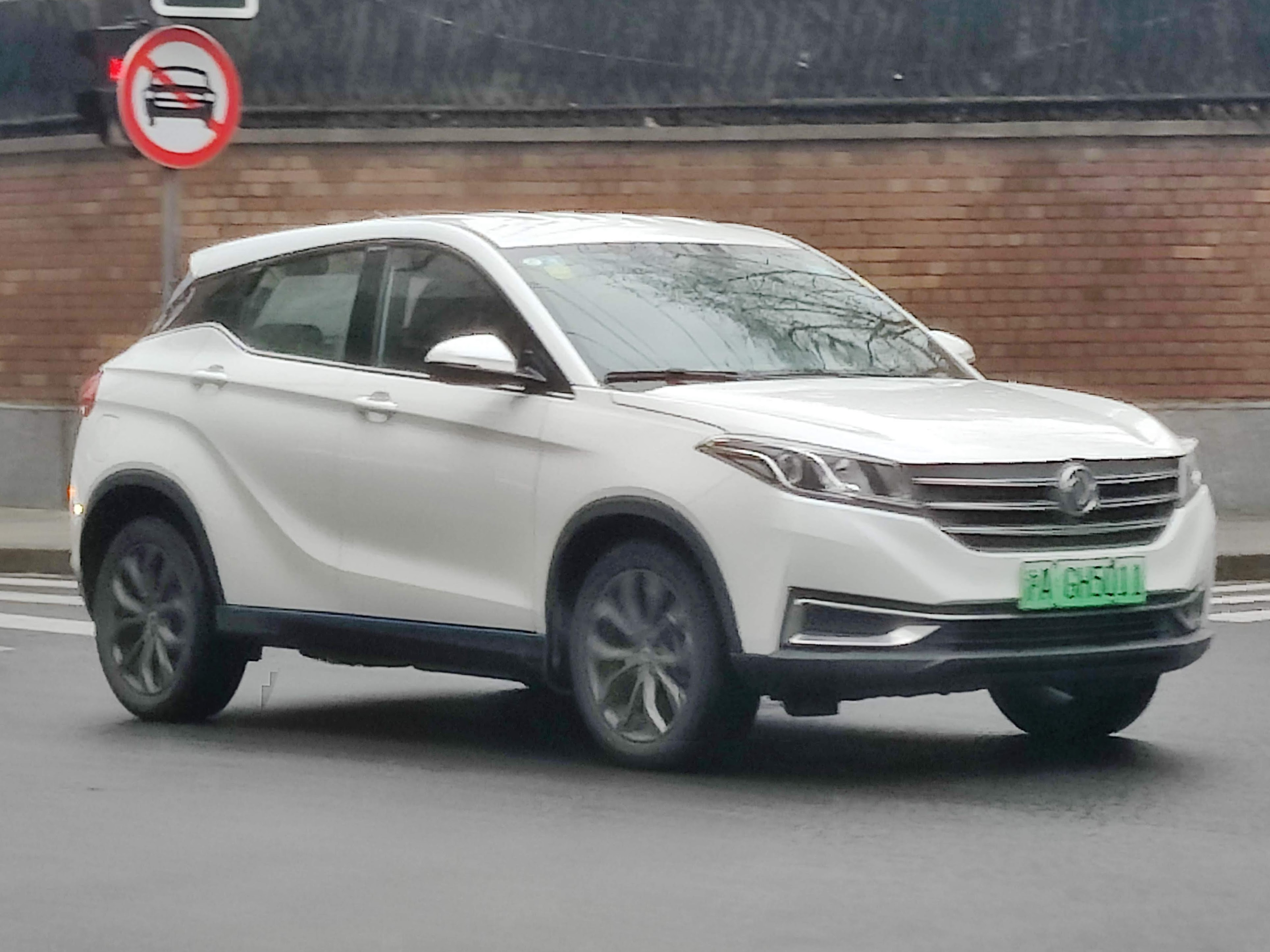
Fengon E3
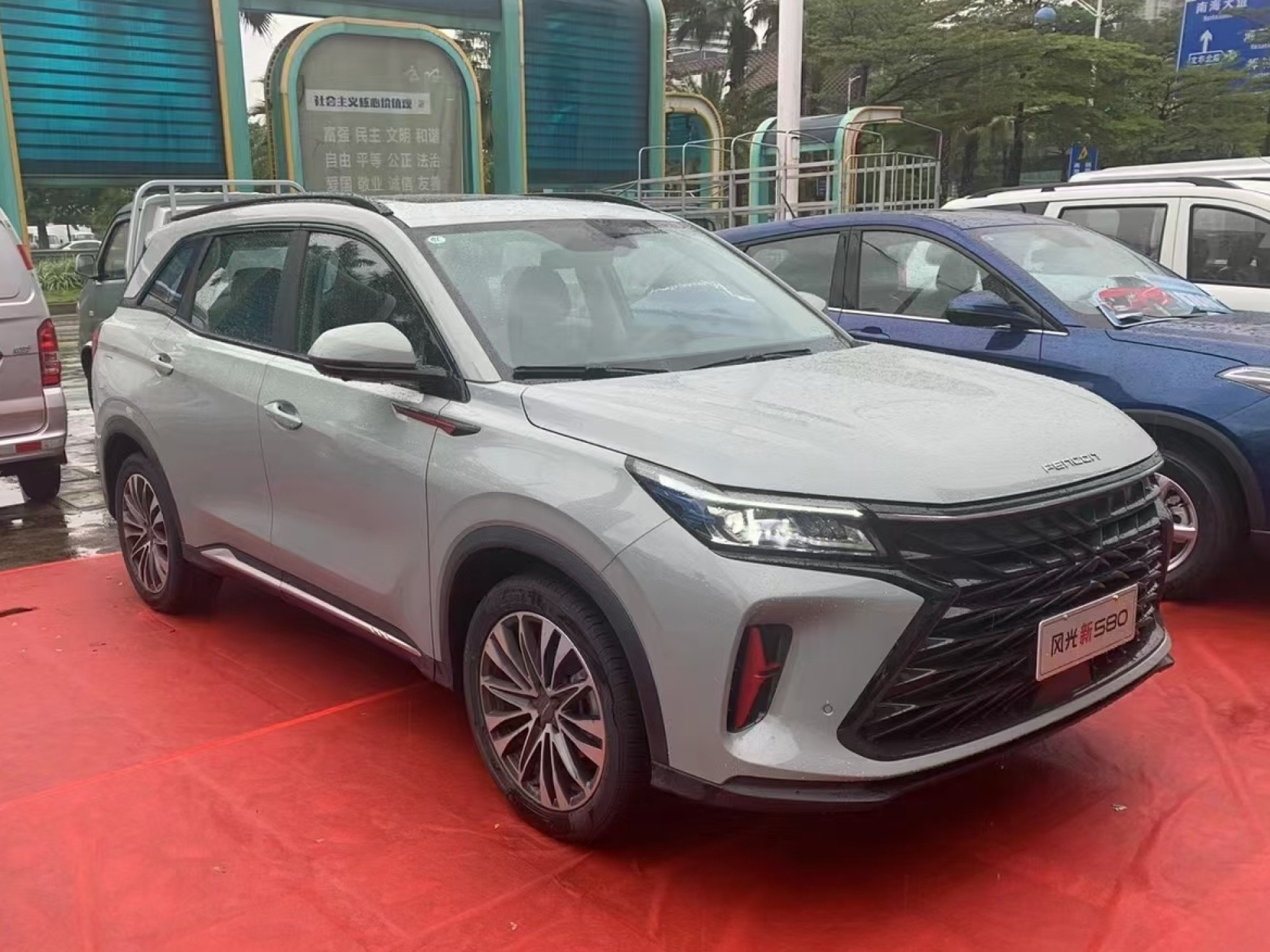
Fengon 580
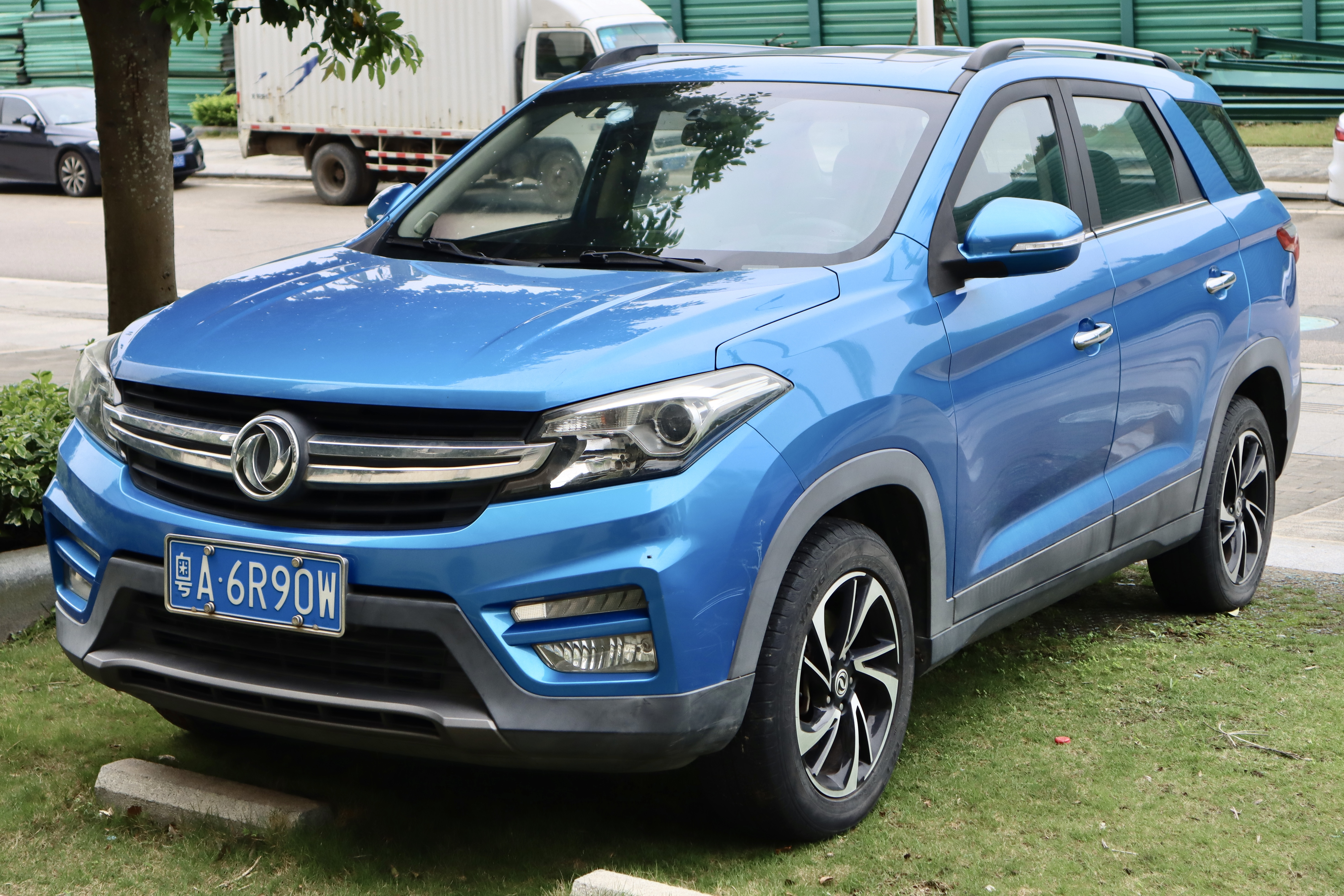
Fengon S560
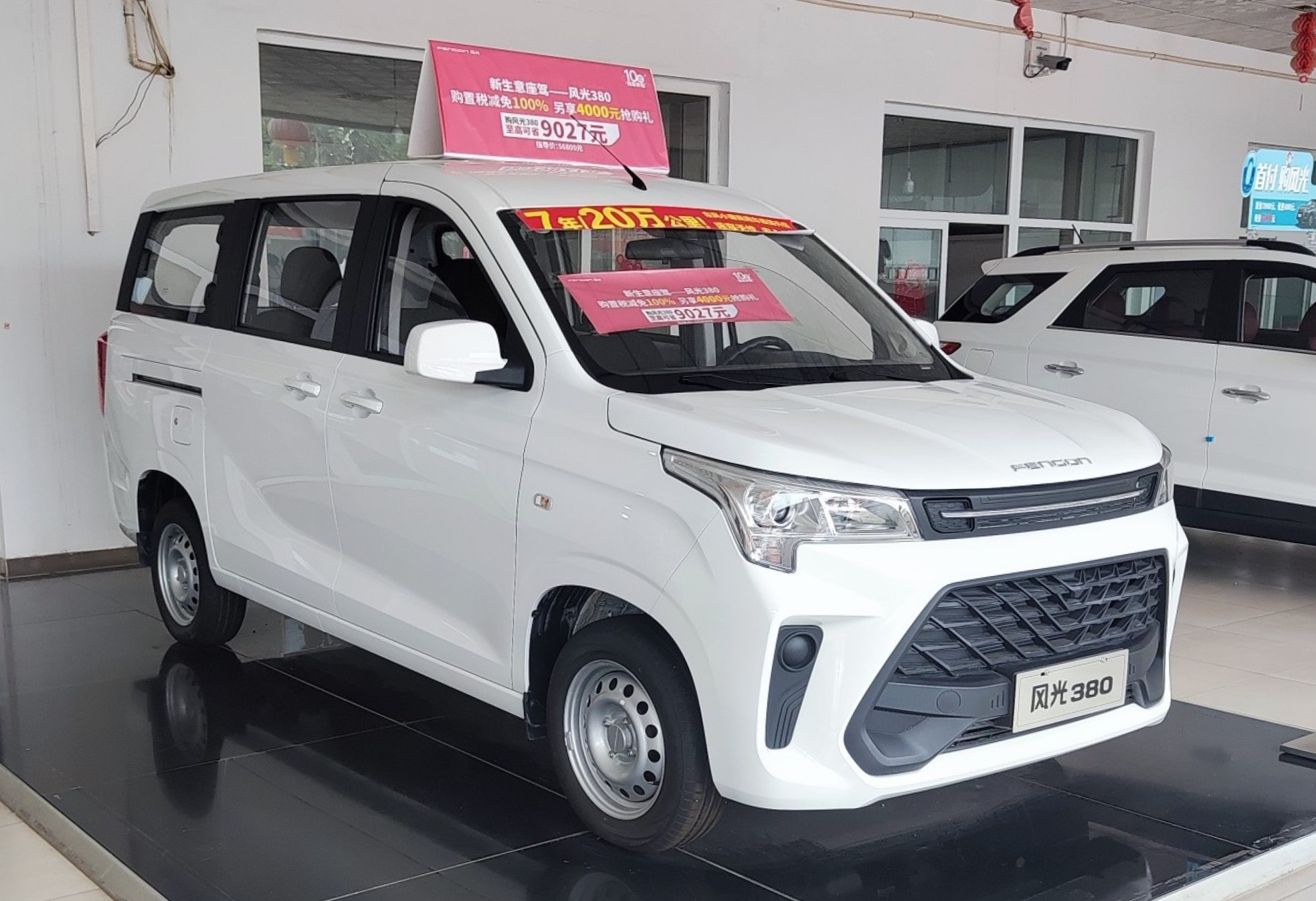
Fengon 380
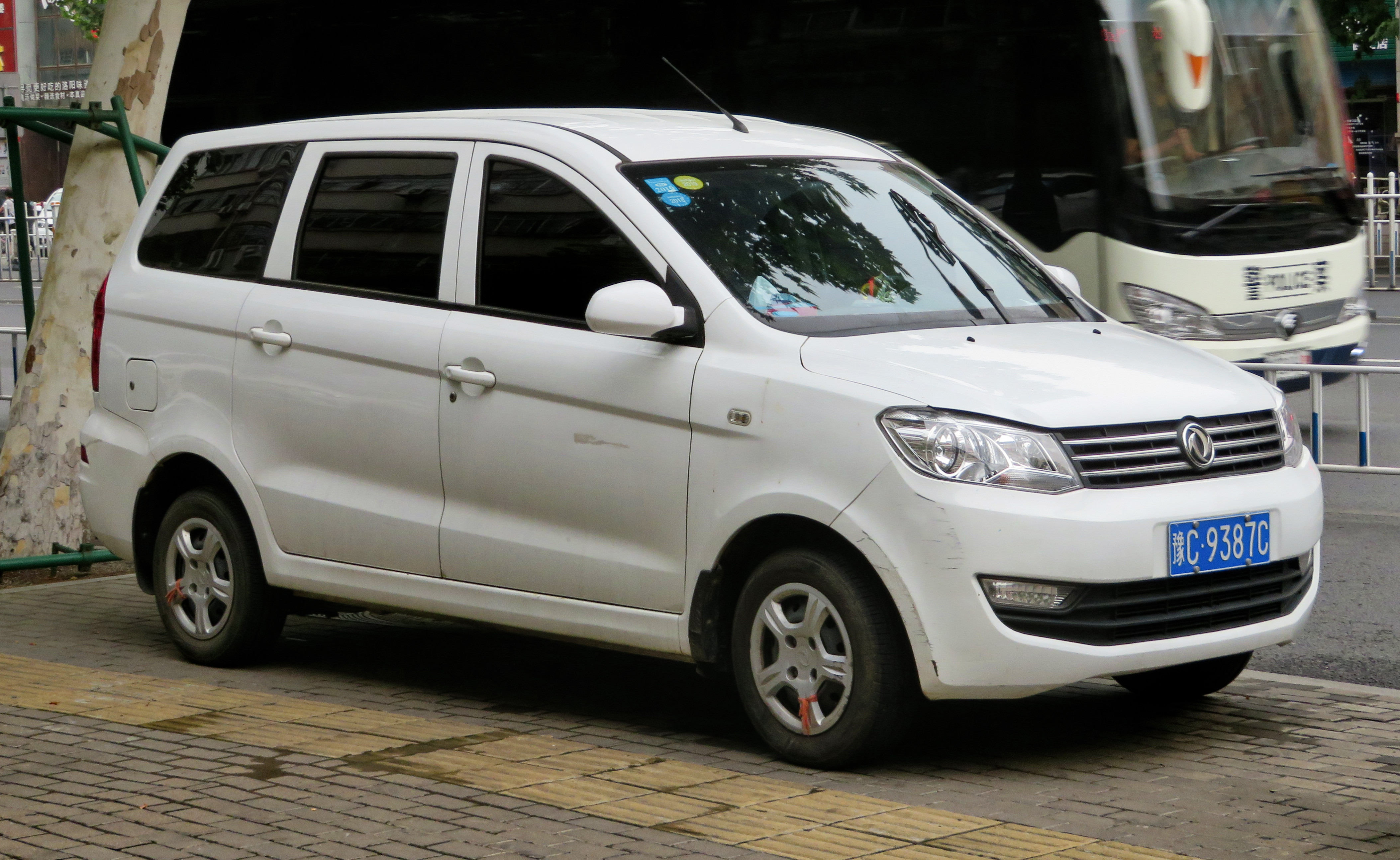
Fengon 330
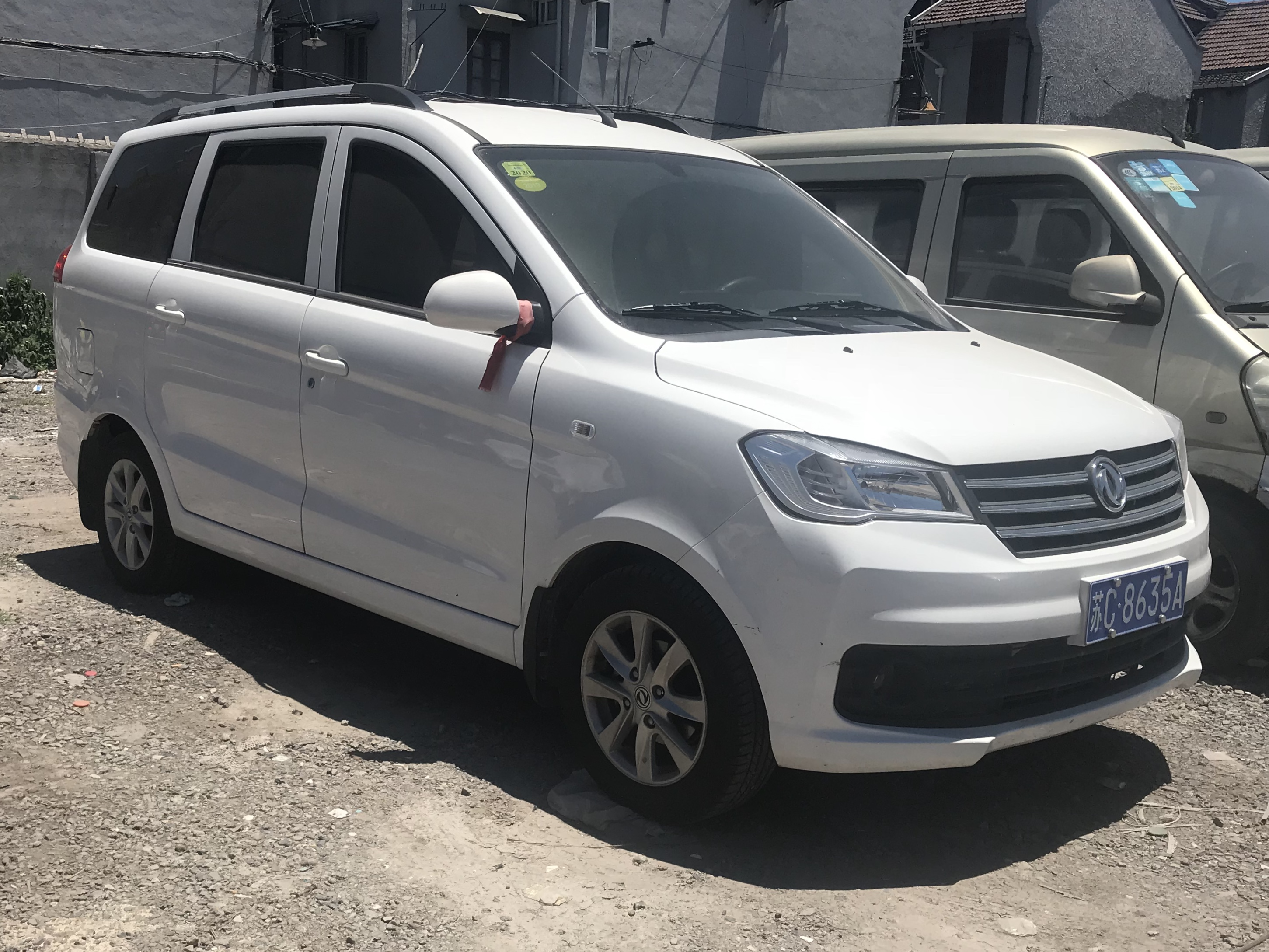
Fengon 330S
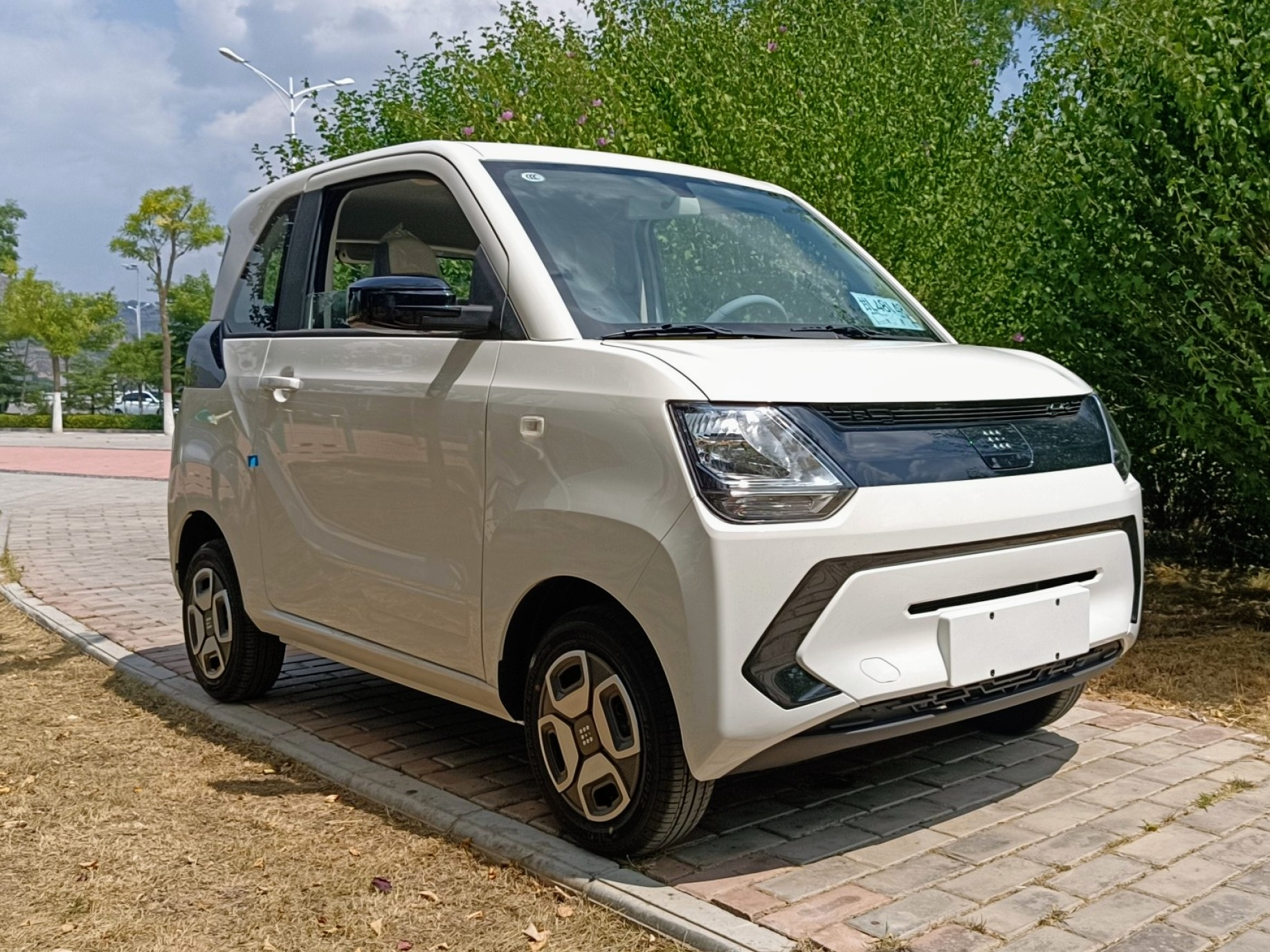
Fengon Mini EV

### DFSK/Dongfeng Xiaokang (东风小康)
DFSK este o marcă a Seres care produce vehicule comerciale ușoare. Pe vremuri era un brand jonit-venture cu Dengfeng Group dar a fost achiziționat integral de Grupul Seres în 2022.
|           |
| Sokon C37 |

|            |
| Sokon K07S |

|               |
| Sokon K07/K17 |

|               |
| Sokon New K07 |

|           |
| Sokon V29 |

|            |
| Sokon V07S |

|                 |
| Sokon V27 Cargo |

|                    |
| Sokon V22 Crew Cab |

|           |
| Sokon V21 |

|                  |
| Sokon V21 (2013) |